# Noorwegen op de Olympische Zomerspelen 1972
Noorwegen nam deel aan Olympische Zomerspelen 1972 in München, West-Duitsland. Knut Knudsen en Leif Jenssen behaalden een gouden medaille.

## Medailleoverzicht
| Sport         | Olympiër                                            | Discipline                    | Medaille |
| ------------- | --------------------------------------------------- | ----------------------------- | -------- |
| Gewichtheffen | Leif Jenssen                                        | -82,5kg (m)                   | Goud     |
| Wielersport   | Knut Knudsen                                        | individuele achtervolging (m) | Goud     |
| Roeien        | Frank Hansen Svein Thøgersen                        | dubbel-twee (m)               | Zilver   |
| Kanovaren     | Egil Søby Steinar Amundsen Tore Berger Jan Johansen | K-4 1000m (m)                 | Brons    |

## Deelnemers en resultaten

### Atletiek
| Olympiër            | Discipline             | Resultaat | Prestatie                                                    |
| ------------------- | ---------------------- | --------- | ------------------------------------------------------------ |
| Audun Garshol       | 100m (m)               | 30e       | serie 8: 3de in 10,49 kwartfinale 1: 7de in 10,55            |
| Audun Garshol       | 200m (m)               | 36e       | serie 1: 4de in 21,16 kwartfinale 4: 7de in 25,30            |
| Knut Børø           | 5000m (m)              | 46e       | serie 4: 10de in 14.15,8                                     |
| Per Halle           | 5000m (m)              | 7e        | serie 3: 3de in 13.38,6 finale: 7de in 13.34,4               |
| Arne Risa           | 5000m (m)              | 39e       | serie 1: 7de in 14.01,6                                      |
| Per Halle           | 10000m (m)             | DNS       | serie 2: niet gestart                                        |
| Arne Risa           | 10000m (m)             | 19e       | serie 3: 7de in 28.31,74                                     |
| Sverre Sørnes       | 3000m steeplechase (m) | 42e       | serie 4: 11de in 8.54,8                                      |
| Jan Voje            | 3000m steeplechase (m) | 33e       | serie 2: 7de in 8.42,0                                       |
| Kjell Lund          | 20km snelwandelen (m)  | DNS       | niet gestart                                                 |
| Jan Rolstad         | 20km snelwandelen (m)  | 11e       | 1:33.03,2                                                    |
| Kjell Lund          | 50km snelwandelen (m)  | 24e       | 4:34.23,4                                                    |
| Finn Bendixen       | verspringen (m)        | 21e       | kwalificatie groep A: 14de met 7,61m                         |
| Kristen Fløgstad    | hink-stap-springen (m) | 8e        | kwalificatie groep A: 5de met 16,41m finale: 8ste met 16,44m |
| Leif Roar Falkum    | hoogspringen (m)       | DNS       | kwalificatie groep B: niet gestart                           |
| Bjørn Bang Andersen | kogelstoten (m)        | DNS       | kwalificatie groep A: niet gestart                           |
| Bjørn Grimnes       | speerwerpen (m)        | 5e        | kwalificatie groep A: 7de met 77,54m finale: 5de met 83,08m  |
|                     |                        |           |                                                              |
| Grete Andersen      | 1500m (v)              | 23e       | serie 2: 6de in 4.16,00                                      |
| Wenche Sørum        | 1500m (v)              | 14e       | serie 4: 4de in 4.14,10 halve finale 2: 7de in 4.09,70       |
| Kari Karlsen        | hoogspringen (v)       | DNS       | kwalificatie groep B: niet gestart                           |

### Boksen
| Olympiër           | Discipline | Resultaat | Prestatie |
| ------------------ | ---------- | --------- | --- |
| Nils Dag Strømme   | -57kg (m)  | 33e       | 1ste ronde: V van ROU Pometcu: knock-out                                                                                             |
| Svein Erik Paulsen | -60kg (m)  | 5e        | 1ste ronde: vrij 2de ronde: W van URS Dobrokhotov: knock-out 3de ronde: W van FRG Hess: knock-out kwartfinale: V van KEN Mbugua: 1-4 |
| Ketil Hodne        | -67kg (m)  | 33e       | 1ste ronde: V van PER Burga: 1-4 |
| Harald Skog        | -81kg (m)  | 5e        | 1ste ronde: vrij 2de ronde: W van ETH Mekkonen: 5-0 kwartfinale: V van CUB Carrillo: knock-out                                       |

### Boogschieten
| Olympiër             | Discipline      | Resultaat | Prestatie                                                                              |
| -------------------- | --------------- | --------- | -------------------------------------------------------------------------------------- |
| Johannes Akkerhaugen | individueel (m) | 36e       | 1ste ronde: 40ste met 1133 punten 2de ronde: 36ste met 1155 punten totaal: 2288 punten |
| Jan Erik Humlekjær   | individueel (m) | 32e       | 1ste ronde: 30ste met 1164 punten 2de ronde: 26ste met 1175 punten totaal: 2339 punten |
| Egil Borgen Johansen | individueel (m) | 48e       | 1ste ronde: 50ste met 1076 punten 2de ronde: 42ste met 1143 punten totaal: 2219 punten |
|                      |                 |           |                                                                                        |
| Brit Stav            | individueel (v) | 40e       | 1ste ronde: 39ste met 1003 punten 2de ronde: 40ste met 926 punten totaal: 1929 punten  |

### Gewichtheffen
| Olympiër        | Discipline  | Resultaat | Prestatie                                                                                                 |
| --------------- | ----------- | --------- | --- |
| Tore Bjørnsen   | -75kg (m)   | 10e       | drukken: 12de met 145kg trekken: 10de met 130kg stoten: 11de met 165kg totaal: 440kg                      |
| Leif Jensen     | -82,5kg (m) | Goud      | drukken: 1ste met 172,5kg (OR) trekken: 1ste met 150kg (OR) stoten: 1ste met 192,5kg totaal: 507,5kg (OR) |
| Edgar Kjerran   | -110kg (m)  | 16e       | drukken: 11de met 175kg trekken: 15de met 140kg stoten: 17de met 180kg totaal: 495kg                      |
| Eivind Rekustad | -110kg (m)  | DNF       | drukken: 7de met 180kg trekken: geen geldige poging                                                       |

### Handbal
| Olympiër | Discipline | Resultaat | Prestatie |
| --- | ---------- | --------- | --- |
| Carl Graff-Wang Finn Urdal Geir Røse Harald Tyrdal Arnulf Bæk Inge Hansen Jan Økseter Jon Reinertsen Pål Bye Pål Cappelen Per Søderstrøm Per Axel Ankre Roger Hverven Sten Osther Torstein Hansen Ulf Magnussen | mannen     | 9e        | groep C: 3de V van Roemenië: 14-18 G van Bondsrepubliek Duitsland: 15-15 W van Spanje: 19-17 9-12de plek: W van Japan: 19-17 9-10de plek: W van Polen: 23-20 |

| Groep C |                          |             |             |             |             |            |            |            |        |
| #       | Land                     | Wedstrijden | Wedstrijden | Wedstrijden | Wedstrijden | Doelpunten | Doelpunten | Doelpunten | Punten |
| #       | Land                     | G           | W           | G           | V           | V          | T          | Saldo      | Punten |
| 1       | Roemenië                 | 3           | 3           | 0           | 0           | 46         | 37         | +9         | 6      |
| 2       | Bondsrepubliek Duitsland | 3           | 1           | 1           | 1           | 39         | 38         | +1         | 3      |
| 3       | Noorwegen                | 3           | 1           | 1           | 1           | 48         | 50         | -2         | 3      |
| 4       | Spanje                   | 3           | 0           | 0           | 3           | 39         | 47         | -8         | 0      |

| Ronde       | Datum   | Plaats                   | Land  | Score     | Land |
| ----------- | ------- | ------------------------ | ----- | --------- | ---- |
| Groepsfase  |         |                          |       |           |      |
| 30 augustus | München | Roemenië                 | 18-14 | Noorwegen |      |
| 1 september | München | Bondsrepubliek Duitsland | 15-15 | Noorwegen |      |
| 3 september | München | Noorwegen                | 19-17 | Spanje    |      |
| 9-12de plek |         |                          |       |           |      |
| 7 september | München | Noorwegen                | 19-17 | Japan     |      |
| 9-10de plek |         |                          |       |           |      |
| 9 september | München | Polen                    | 20-23 | Noorwegen |      |

### Kanovaren
| Olympiër                                            | Discipline    | Resultaat | Prestatie                                                                       |
| --------------------------------------------------- | ------------- | --------- | ------------------------------------------------------------------------------- |
| Terje Wesche Per Blom                               | K-2 1000m (m) | DSQ       | serie 3: gediskwalificeerd                                                      |
| Egil Søby Steinar Amundsen Tore Berger Jan Johansen | K-4 1000m (m) | Brons     | serie 3: 1ste in 3.19,12 halve finale 3: 1ste in 3.08,72 finale: 3de in 3.15,27 |

### Roeien
| Olympiër                                                         | Discipline      | Resultaat | Prestatie |
| ---------------------------------------------------------------- | --------------- | --------- | --- |
| Frank Hansen Svein Thøgersen                                     | dubbel-twee (m) | Zilver    | serie 2: 3de in 7.03,65 herkansingen: 1ste in 7.03,71 halve finale 2: 3de in 7.35,82 finale: 2de in 7.02,58   |
| Erik Erichsen Åke Fiskerstrand                                   | twee-zonder (m) | 10e       | serie 3: 2de in 7.34,89 herkansingen: 2de in 7.50,21 halve finale 1: 5de in 7.57,27 finale B: 4de in 7.40,55  |
| Rolf Andreassen Arne Bergodd Thor Egil Olsen                     | twee-met (m)    | 7e        | serie 1: 5de in 8.00,56 herkansingen: 2de in 8.03,50 halve finale 2: 5de in 8.30,29 finale B: 1ste in 7.58,45 |
| Ole Nafstad Tom Amundsen Kjell Sverre Johansen Svein Erik Nilsen | vier-zonder (m) | 13e       | serie 1: 2de in 6.53,27 herkansingen: 3de in 7.03,08                                                          |
| Alf Hansen Finn Tveter Tom Well Petter Wærness Jørgen Cappelen   | vier-met (m)    | 9e        | serie 1: 5de in 7.05,75 herkansingen: 3de in 7.05,09 halve finale 1: 5de in 7.32,51 finale B: 3de in 7.07,85  |

### Schermen
| Olympiër                                             | Discipline     | Resultaat | Prestatie |
| ---------------------------------------------------- | -------------- | --------- | --- |
| Ole Mørch                                            | degen (m)      | 10e       | 1ste ronde groep H: 4de V van URS Valetov: 2-5 G van FRA Brodin: 5-5 V van POL Janikowski: 4-5 W van HKG Elliott: 5-0 W van PUR Maldonado: 5-0 2de ronde groep C: 4de V van POL Nielaba: 4-5 V van URS Kriss: 2-5 V van ITA Granieri: 2-5 W van AUT Losert: 5-4 W van DEN Askjær-Friis: 5-5 |
| Jeppe Normann                                        | degen (m)      | 10e       | 1ste ronde groep G: 5de V van GDR Melzig: 3-5 V van FRA Jeanne: 0-5 V van ROU Bărăgan: 4-5 V van ARG Feraud: 4-5 W van LIB Darricau: 5-4 |
| Morten von Krogh                                     | degen (m)      | 10e       | 1ste ronde groep F: 1ste W van AUT Losert: 5-1 G van GBR Bourne: 5-5 W van ROU Istrate: 5-4 W van ARG Saucedo: 5-3 W van LIB Sleiman: 5-0 2de ronde groep H: 3de V van SUI Loetscher: 2-5 W van FRA Jeanna: 5-0 W van GRE Ntourakos: 5-4 W van MEX Castillekos: 5-2 V van DEN Münster: 4-5 kwartfinale groep 3: 6de V van URS Kriss: 4-5 V van SWE Edling: 2-5 V van HUN Kulcsár: 4-5 V van FRA Jeanne: 3-5 V van FRG Hehn: 4-5 |
| Jan von Koss Jeppe Normann Ole Mørch Claus Mørch Jr. | degen team (m) | 7e        | 1ste ronde groep A: 2de V van Frankrijk: 4-9 W van Groot-Brittannië: 9-7 W van Libanon: 13-3 2de ronde: W van Oostenrijk: 8-2 3de ronde: V van Frankrijk: 2-8 5-8ste plek: V van Roemenië: 5-9 |

### Schietsport
| Olympiër            | Discipline              | Resultaat | Prestatie                        |
| ------------------- | ----------------------- | --------- | -------------------------------- |
| Helge Anshushaug    | 50m geweer 3 houdingen  | 44e       | 1121 punten: (398-348-375)       |
| Bjørn Bakken        | 50m geweer 3 houdingen  | 35e       | 1129 punten: (390-364-375)       |
| Helge Anshushaug    | 50m geweer liggend      | 40e       | 592 punten: (100-99-99-98-99-97) |
| Jens Nygård         | 50m geweer liggend      | 69e       | 589 punten: (99-98-97-100-94-98) |
| Helge Anshushaug    | 300m geweer 3 houdingen | 18e       | 1132 punten: (387-357-388)       |
| Bjørn Bakken        | 300m geweer 3 houdingen | 27e       | 1112 punten: (379-361-372)       |
| Gaute Flesland      | 50m pistool             | DNS       | niet gestart                     |
| John Rødseth        | 50m pistool             | 13e       | 553 punten: (91-93-94-93-92-90)  |
| Thor-Øistein Endsjø | 25m snelvuurpistool     | 17e       | 586 punten: (199-196-191)        |
| John H. Larsen Jr.  | 50m bewegend doel       | 12e       | 546 punten: (278-268)            |
| Tore Skau           | 50m bewegend doel       | 25e       | 526 punten: (268-258)            |

### Schoonspringen
| Olympiër   | Discipline   | Resultaat | Prestatie                                                        |
| ---------- | ------------ | --------- | ---------------------------------------------------------------- |
| Roar Løken | 3m plank (m) | 10e       | voorronde: 12de met 344,55 punten finale: 10de met 514,92 punten |

### Turnen
| Olympiër                                                                       | Discipline               | Resultaat | Prestatie                             |
| ------------------------------------------------------------------------------ | ------------------------ | --------- | ------------------------------------- |
| Tore Lie                                                                       | brug (m)                 | 84e       | kwalificatie: 84ste met 17,35 punten  |
| Tore Lie                                                                       | paard voltige (m)        | 45e       | kwalificatie: 45ste met 17,70 punten  |
| Tore Lie                                                                       | rekstok (m)              | 94e       | kwalificatie: 94ste met 16,30 punten  |
| Tore Lie                                                                       | ringen (m)               | 83e       | kwalificatie: 83ste met 16,90 punten  |
| Tore Lie                                                                       | sprong (m)               | 88e       | kwalificatie: 88ste met 17,55 punten  |
| Tore Lie                                                                       | vloer (m)                | 88e       | kwalificatie: 90ste met 16,80 punten  |
| Tore Lie                                                                       | individuele meerkamp (m) | 81e       | kwalificatie: 81ste met 102,60 punten |
|                                                                                |                          |           |                                       |
| Trine Andresen                                                                 | balk (v)                 | 89e       | kwalificatie: 89ste met 16,65 punten  |
| Sidsel Ekholdt                                                                 | balk (v)                 | 79e       | kwalificatie: 79ste met 16,75 punten  |
| Bente Hansen                                                                   | balk (v)                 | 115e      | kwalificatie: 115de met 15,30 punten  |
| Unni Holmen                                                                    | balk (v)                 | 54e       | kwalificatie: 54ste met 17,15 punten  |
| Gro Sandberg                                                                   | balk (v)                 | 75e       | kwalificatie: 75ste met 16,80 punten  |
| Jill Schau                                                                     | balk (v)                 | 75e       | kwalificatie: 75ste met 16,80 punten  |
| Trine Andresen                                                                 | brug (v)                 | 114e      | kwalificatie: 114de met 15,70 punten  |
| Sidsel Ekholdt                                                                 | brug (v)                 | 97e       | kwalificatie: 97ste met 16,55 punten  |
| Bente Hansen                                                                   | brug (v)                 | 80e       | kwalificatie: 80ste met 17,20 punten  |
| Unni Holmen                                                                    | brug (v)                 | 58e       | kwalificatie: 58ste met 17,80 punten  |
| Gro Sandberg                                                                   | brug (v)                 | 67e       | kwalificatie: 67ste met 17,50 punten  |
| Jill Schau                                                                     | brug (v)                 | 62e       | kwalificatie: 62ste met 17,70 punten  |
| Trine Andresen                                                                 | sprong (v)               | 81e       | kwalificatie: 81ste met 17,35 punten  |
| Sidsel Ekholdt                                                                 | sprong (v)               | 78e       | kwalificatie: 78ste met 17,40 punten  |
| Bente Hansen                                                                   | sprong (v)               | 95e       | kwalificatie: 95ste met 17,10 punten  |
| Unni Holmen                                                                    | sprong (v)               | 52e       | kwalificatie: 52ste met 17,75 punten  |
| Gro Sandberg                                                                   | sprong (v)               | 81e       | kwalificatie: 81ste met 17,35 punten  |
| Jill Schau                                                                     | sprong (v)               | 84e       | kwalificatie: 84ste met 17,30 punten  |
| Trine Andresen                                                                 | vloer (v)                | 96e       | kwalificatie: 96ste met 17,15 punten  |
| Sidsel Ekholdt                                                                 | vloer (v)                | 62e       | kwalificatie: 62ste met 17,65 punten  |
| Bente Hansen                                                                   | vloer (v)                | 90e       | kwalificatie: 90ste met 17,25 punten  |
| Unni Holmen                                                                    | vloer (v)                | 45e       | kwalificatie: 45ste met 17,90 punten  |
| Gro Sandberg                                                                   | vloer (v)                | 72e       | kwalificatie: 72ste met 17,55 punten  |
| Jill Schau                                                                     | vloer (v)                | 53e       | kwalificatie: 53ste met 17,80 punten  |
| Trine Andresen                                                                 | individuele meerkamp (v) | 104e      | kwalificatie: 104de met 66,85 punten  |
| Sidsel Ekholdt                                                                 | individuele meerkamp (v) | 84e       | kwalificatie: 84ste met 68,35 punten  |
| Bente Hansen                                                                   | individuele meerkamp (v) | 104e      | kwalificatie: 104de met 66,85 punten  |
| Unni Holmen                                                                    | individuele meerkamp (v) | 54e       | kwalificatie: 54ste met 70,60 punten  |
| Gro Sandberg                                                                   | individuele meerkamp (v) | 69e       | kwalificatie: 69ste met 69,20 punten  |
| Jill Schau                                                                     | individuele meerkamp (v) | 65e       | kwalificatie: 65ste met 69,60 punten  |
| Unni Holmen Jill Schau Gro Sandberg Sidsel Ekholdt Bente Hansen Trine Andresen | meerkamp team (v)        | 14e       | 346,80 punten                         |

### Wielersport
| Olympiër                                              | Discipline                    | Resultaat | Prestatie |
| Baan                                                  | Baan                          | Baan      | Baan |
| ----------------------------------------------------- | ----------------------------- | --------- | --- |
| Harald Bundli                                         | tijdrit (m)                   | 18e       | 1.09,72 |
| Knut Knudsen                                          | individuele achtervolging (m) | Goud      | kwalificatie: 1ste in 4.49,06 kwartfinale: W van COL Diaz: 4.47,43 halve finale: W van FRG Lutz: 4.45,57 finale: W van SUI Kurmann: 4.45,74 |
| Weg                                                   |                               |           | |
| Thorleif Andresen                                     | wegwedstrijd (m)              | 70e       | 4:17.09 |
| Arve Haugen                                           | wegwedstrijd (m)              | DNF       | niet gefinisht |
| Jan Henriksen                                         | wegwedstrijd (m)              | DNF       | niet gefinisht |
| Tore Milsett                                          | wegwedstrijd (m)              | 17e       | 4:15.13. |
| Thorleif Andresen Arve Haugen Knut Knudsen Magne Orre | ploegentijdrit (m)            | 5e        | 2:13.20,7 |

### Worstelen
| Olympiër           | Discipline | Resultaat | Prestatie |
| ------------------ | ---------- | --------- | --- |
| Trond Martiniussen | -52kg (m)  | 20e       | 1ste ronde: V van FRG Huber 2de ronde: V van MGL Mönkh-Ochir                                                                                          |
| Harald Hervig      | -57kg (m)  | 13e       | 1ste ronde: V van HUN Varga 2de ronde: W van DEN Krogsgaard                                                                                           |
| Harald Barlie      | -82kg (m)  | 9e        | 1ste ronde: G van FIN Laakso 2de ronde: G van TCH Janota 3de ronde: G van ROU Gabor                                                                   |
| Håkon Øverby       | -90kg (m)  | 5e        | 1ste ronde: W van FRG Kowalewski 2de ronde: W van SWE Andersson 3de ronde: G van ROU Neguţ 4de ronde: V van HUN Pércsi 5de ronde: V van URS Rezantsev |
| Tore Hem           | -100kg (m) | 6e        | 1ste ronde: W van FIN Mäenpää 2de ronde: W van SWE Svensson 3de ronde: V van URS Yakovenko 4de ronde: V van BUL Ignatov                               |

### Zeilen
| Olympiër                                                 | Discipline      | Resultaat | Prestatie                             |
| -------------------------------------------------------- | --------------- | --------- | ------------------------------------- |
| Per Werenskiold                                          | finn            | 25e       | 167,0 punten: (26-18-25-14-21-DNF-27) |
| Christian Bendixen Ragnar Fjordan                        | flying dutchman | 14e       | 109,7 punten: (23-15-15-14-7-3-24)    |
| Peder Lunde Axel Gresvig                                 | tempest klasse  | 6e        | 70,0 punten: (16-9-4-8-2-7-11)        |
| Bjørn Lofterød Odd Roar Lofterød                         | star klasse     | 15e       | 101,0 punten: (14-14-12-9-12-11-7)    |
| Kroonprins Harald Eirik Johannessen Rolf Lund            | soling klasse   | 10e       | 76,7 punten: (6-12-18-19-14-2)        |
| Teddy Sommerschild Jan-Erik Aarberg Sven Gerner-Mathisen | drakenklasse    | 11e       | 73,7 punten: (16-5-12-15-6-7)         |

### Zwemmen
| Olympiër        | Discipline           | Resultaat | Prestatie               |
| --------------- | -------------------- | --------- | ----------------------- |
| Fritz Warncke   | 100m vrije slag (m)  | 22e       | serie 7: 4de in 54,41   |
| Fritz Warncke   | 200m vrije slag (m)  | 31e       | serie 3: 4de in 2.00,98 |
| Sverre Kile     | 400m vrije slag (m)  | 34e       | serie 3: 5de in 4.20,86 |
| Sverre Kile     | 1500m vrije slag (m) | DNS       | serie 3: niet gestart   |
| Sverre Kile     | 400m wisselslag (m)  | 29e       | serie 3: 6de in 4.59,72 |
|                 |                      |           |                         |
| Grethe Mathisen | 100m vrije slag (v)  | 17e       | serie 6: 4de in 1.01,47 |
| Trine Krogh     | 200m wisselslag (v)  | 37e       | serie 5: 6de in 2.36,27 |
| Trine Krogh     | 400m wisselslag (v)  | 28e       | serie 3: 5de in 5.25,08 |

Afghanistan · Albanië · Algerije · Amerikaanse Maagdeneilanden · Argentinië · Australië · Bahama's · Barbados · België · Bermuda · Birma · Bolivia · Bondsrepubliek Duitsland · Brazilië · Brits-Honduras · Bulgarije · Canada · Ceylon · Chili · Colombia · Congo-Brazzaville · Costa Rica · Cuba · Dahomey · Denemarken · Dominicaanse Republiek · Duitse Democratische Republiek · Ecuador · Egypte · El Salvador · Ethiopië · Fiji · Filipijnen · Finland · Frankrijk · Gabon · Ghana · Griekenland · Groot-Brittannië · Guatemala · Guyana · Haïti · Hongarije · Hongkong · Ierland · IJsland · India · Indonesië · Iran · Israël · Italië · Ivoorkust · Jamaica · Japan · Joegoslavië · Kameroen · Kenia · Khmerrepubliek · Koeweit · Lesotho · Libanon · Liberia · Liechtenstein · Luxemburg · Madagaskar · Malawi · Maleisië · Mali · Malta · Marokko · Mexico · Monaco · Mongolië · Nederland · Nederlandse Antillen · Nepal · Nicaragua · Nieuw-Zeeland · Niger · Nigeria · Noord-Korea · Noorwegen · Oeganda · Oostenrijk · Opper-Volta · Pakistan · Panama · Paraguay · Peru · Polen · Portugal · Puerto Rico · Roemenië · San Marino · Saoedi-Arabië · Senegal · Singapore · Soedan · Somalië · Sovjet-Unie · Spanje · Suriname · Swaziland · Syrië · Taiwan · Tanzania · Thailand · Togo · Trinidad en Tobago · Tsjaad · Tsjecho-Slowakije · Tunesië · Turkije · Uruguay · Venezuela · Verenigde Staten · Vietnam · Zambia · Zuid-Korea · Zweden · Zwitserland